# Бартомеус, Томас
Томас Хавьер Бартомеус (исп. Tomás Javier Bartomeus; 27 октября 1982 года, Камбирета) — парагвайский футболист, играющий на позиции защитника. Ныне выступает за парагвайский клуб «Хенераль Диас».

## Клубная карьера
Томас Бартомеус начинал свою карьеру футболиста в парагвайской команде «Универсаль». С начала 2007 года он играл за «Рубио Нью». 10 апреля 2010 года Бартомеус забил свой первый гол в рамках парагвайской Примеры, сравняв счёт в домашней игре с «Либертадом».
С июля 2010 года до декабря 2018 года Томас Бартомеус выступал за асунсьонский «Гуарани». В январе 2019 года перешёл в «Хенераль Диас».

## Достижения
«Гуарани»
- Чемпион Парагвая (1): Кл. 2016